# I.A.L. Diamond
I.A.L. Diamond (ur. 27 czerwca 1920 zm. 21 kwietnia 1988) – amerykański producent filmowy i scenarzysta pochodzenia rumuńskiego.

## Filmografia
scenarzysta
- 1946: Nigdy nie mów do widzenia
- 1951: Pamiętniki Don Giovanniego
- 1959: Pół żartem, pół serio
- 1972: Avanti!
- 1978: Fedora
- 1981: Najlepszy kumpel

producent
- 1959: Pół żartem, pół serio
- 1961: Raz, dwa, trzy
- 1964: Pocałuj mnie, głuptasie
- 1978: Fedora

## Nagrody i nominacje
Został uhonorowany Oscarem, trzykrotnie nagrodą WGA i nagrodą NYFCC, a także otrzymał nominację do nagrody Złotego Globu, dwukrotnie do Oscara i siedmiokrotnie do nagrody WGA.